# Florian Skulski
Florian Skulski (ur. 11 grudnia 1936 w Skomorochach, zm. 1 lutego 2019 w Gdańsku) – polski śpiewak (baryton), solista Opery Bałtyckiej, związany także z bydgoską Operą Nova w latach 70., 80. i 90. XX w.

## Życiorys
Urodził się na Kresach Wschodnich jako syn Franciszka. W 1955 r. ukończył Technikum Przemysłowo-Mechaniczne we Włocławku i po maturze przeniósł się do Gdańska. W Gdańsku ukończył Państwową Średnią Szkołę Muzyczną w klasie śpiewu solowego (1964), następnie śpiew solowy w Państwowej Wyższej Szkole Muzycznej w klasie prof. Barbary Iglikowskiej (1970). W 1959 r. zadebiutował na scenie Opery Bałtyckiej w Gdańsku rolą Walentego w operze Faust Charles’a Gounoda. Z operą na Wybrzeżu był stale związany. W latach 70., 80. i 90. XX w. występował gościnnie w Operze i Operetce bydgoskiej, śpiewając m.in. partie Figara w Cyruliku sewilskim Gioacchina Rossiniego (1974 i 1984), Rigoletcie (1988) i Germonta w Traviacie Giuseppe Verdiego (1988–1991). W tych dwóch rolach w operach Verdiego towarzyszył bydgoskiemu zespołowi podczas holenderskiego tournée w 1990 r., a także innym operom w Polsce: gdańskiej, warszawskiej i bytomskiej. Uznawany był za jednego z najlepszych polskich barytonów. W drugiej połowie lat. 90. wystąpił dwukrotnie w premierowych przedstawieniach Opery Nova na scenie budującego się gmachu. Był to Straszny dwór Stanisława Moniuszki (1994), w którym zaśpiewał partię Miecznika, oraz Nabucco G. Verdiego, gdzie wykreował tragiczną postać tytułowego bohatera opery.
Występował także w Teatrze Wielkim w Poznaniu, oraz w Teatrze Bolszoj w Moskwie, w teatrach Niemiec, Belgii, Danii, Finlandii, Włoch, Francji, Grecji, Austrii, Bułgarii, Holandii, Luksemburga.
Jego dorobek artysty obejmuje kilkadziesiąt ról operowych. Zajmował się także reżyserią, m.in. na scenie Opery Bałtyckiej zainscenizował operę Gaetano Donizettiego Faworyta oraz Cyrulika sewilskiego G. Rossiniego. 
Laureat Międzynarodowych Konkursów Wokalnych w Genewie i Tuluzie oraz Ogólnopolskiego Konkursu Wokalnego im. Stanisława Moniuszki w Warszawie. 
Był pedagogiem Akademii Muzycznej w Gdańsku, w której do 2015 r. wykładał śpiew solowy na stanowisku profesora nadzwyczajnego. 
Zmarł w Gdańsku, pochowany 21 lutego 2021r. na cmentarzu Oliwskim (kwatera Kolumbarium VI-C-12).

## Ordery i odznaczenia
- Krzyż Oficerski Orderu Odrodzenia Polski (27 stycznia 1999)[4]
- Złoty Medal „Zasłużony Kulturze Gloria Artis” w dziedzinie: szkolnictwo artystyczne (5 listopada 2014)[7][10]
- Brązowy Medal „Zasłużony Kulturze Gloria Artis” w dziedzinie: muzyka (28 sierpnia 2007)[10]
- Medal Księcia Mściwoja II za bogaty dorobek artystyczny, upowszechnianie sztuki śpiewu i rozsławianie imienia Gdańska w kraju i na świecie (1999)[11]

## Nagrody
- Nagroda Miasta Gdańska w Dziedzinie Kultury „Splendor Gedanensis” (1984)[12]
- Nagroda Prezydenta Miasta Gdańska w Dziedzinie Kultury (1999)[13]
- Nagroda Prezydenta Miasta Gdańska w Dziedzinie Kultury za całokształt pracy artystycznej oraz z okazji jubileuszu 75. urodzin (2011)[13]
- Nagroda Prezydenta Miasta Gdańska w Dziedzinie Kultury z okazji jubileuszu 55-lecia pracy artystycznej (2014)[13]